# Luis Mandoki
Luis Mandoki (n. Ciudad de México; 17 de agosto de 1954) es un director de cine que participa tanto en México como en Hollywood. Ha sido galardonado con varios premios y nominaciones importantes. Debutó en 1976 con el largometraje Silent Music. Ha producido dos documentales acerca de las elecciones presidenciales de México de julio de 2006: ¿Quién es el señor López? (2006) y Fraude: México 2006 (2007).

El 28 de octubre de 2022 el director fue homenajeado en el FICM con la entrega de su butaca como símbolo de su gran trayectoria en el cine.

Entrega de butaca a Luis Mandoki en el FICM 2022
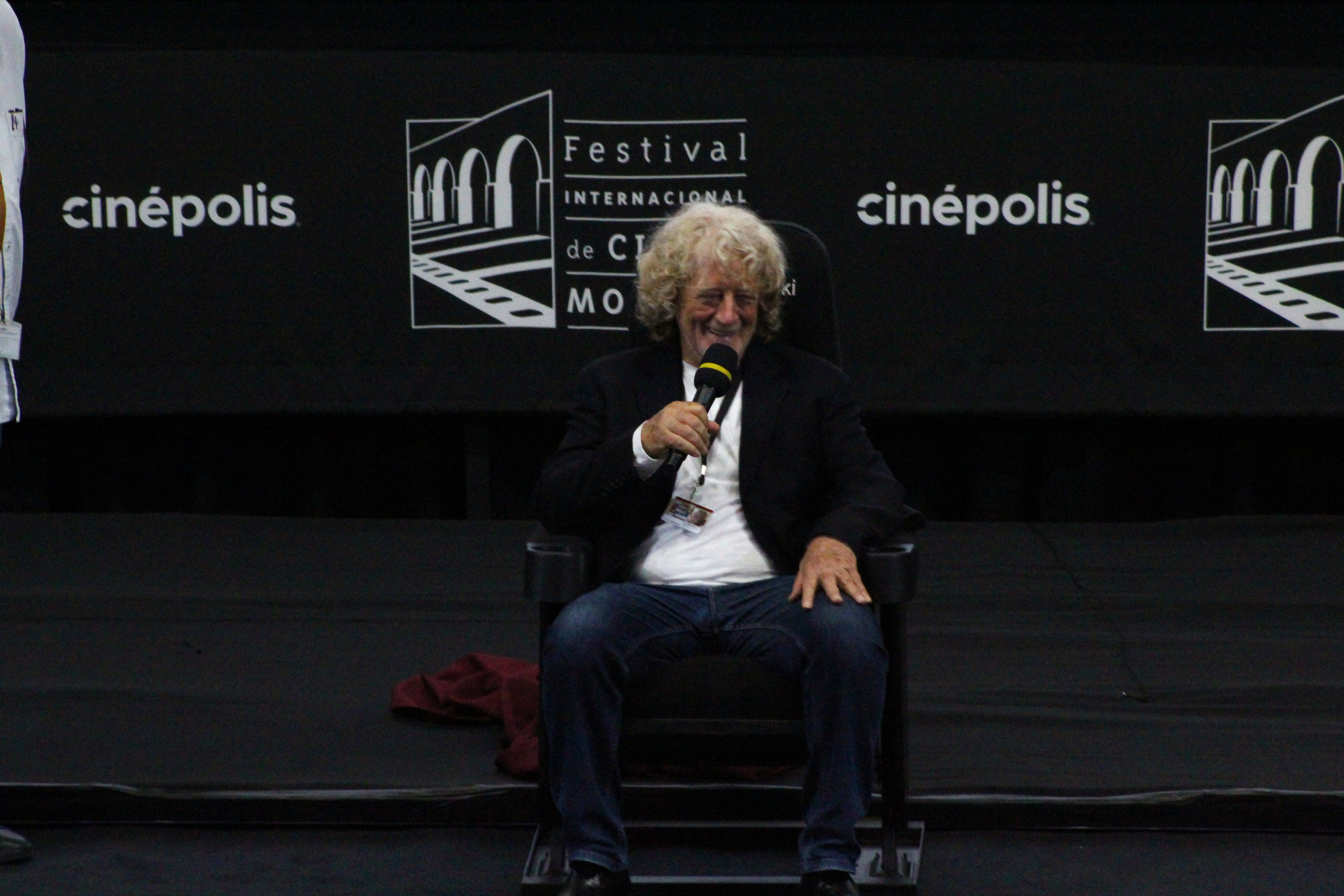
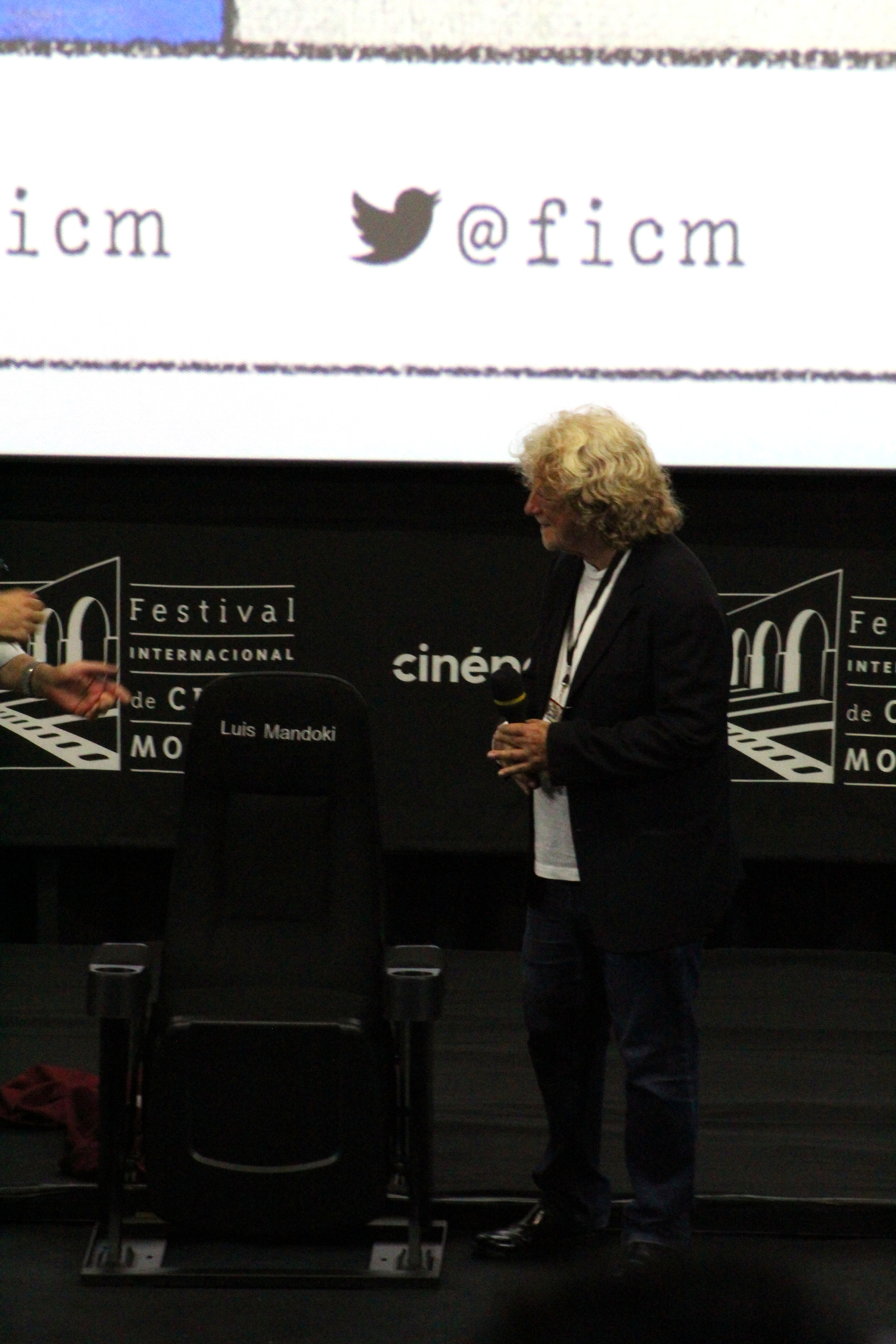
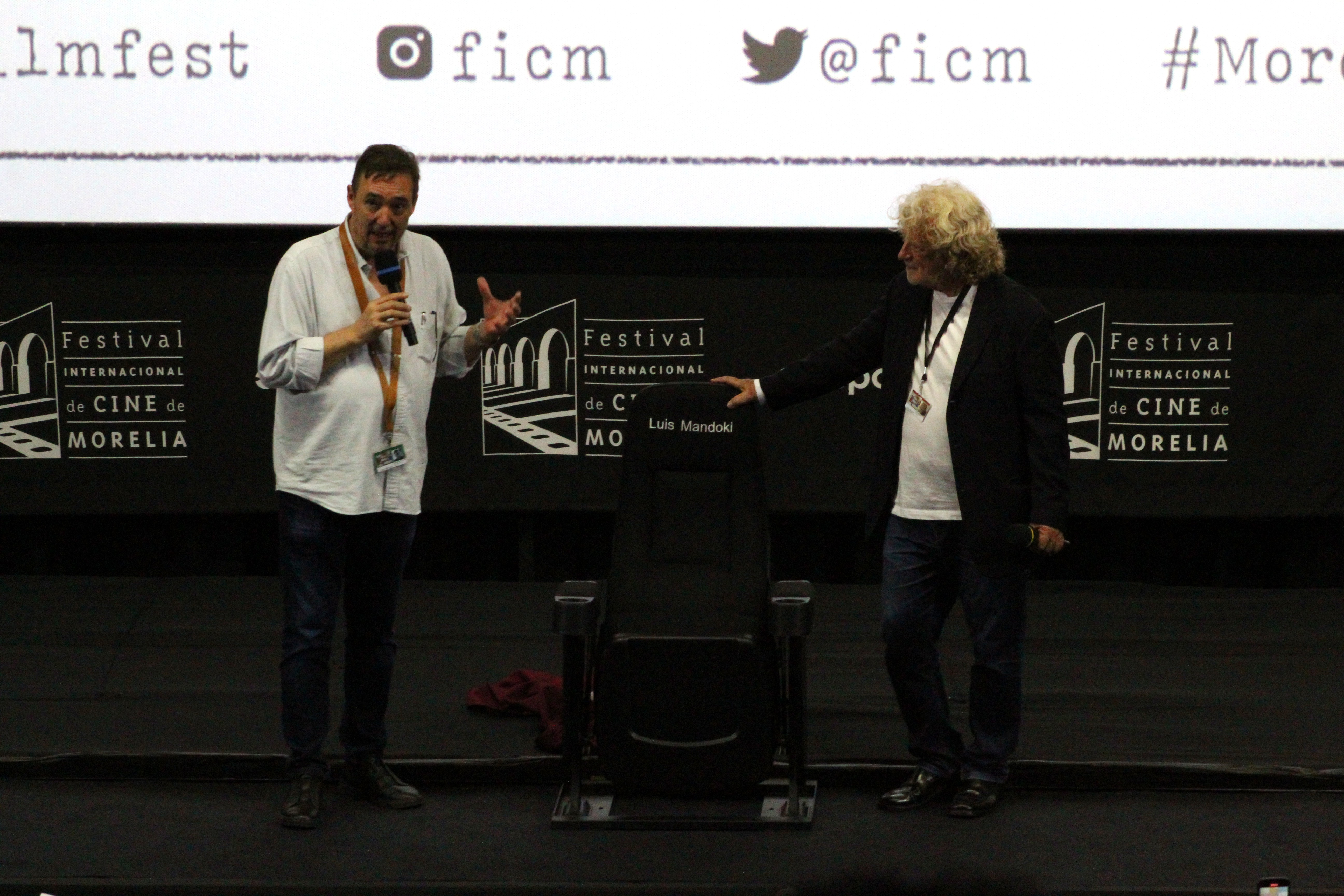

## Premios
- Premio Ariel en 1980: Mejor director por El secreto
- Golden Globe: Gaby:una historia verdadera, dos nominaciones
- Óscar: Gaby: una historia verdadera, nominación
- Festival de Berlín: Oso de Cristal por Voces Inocentes,
- Premio Stanley Kramer: por Voces Inocentes
- Premio al Mejor Director del Año 2005, otorgado en 2006 por Canacine.

## Filmografía
- Presencias (2022)
- La vida precoz y breve de Sabina Rivas (2012)
- Fraude: México 2006 (2007)
- ¿Quién es el señor López? (2006) (DVD)
- Voces Inocentes (2004)
- The Edge (2003)
- Trapped (2002)
- Angel Eyes (2001)
- Amazing Grace (2000)
- Message in a Bottle (1999)
- Cuando Un Hombre Ama A Una Mujer (1994)
- Born Yesterday (1993)
- White Palace (1990)
- The Edge (TV, 1989)
- Gaby: a true story (1987)
- Motel (1984)
- Papaloapan (1982)
- El secreto (1980)
- Campeche, un estado de ánimo (1980)
- Mundo mágico (película) (1980)